# Désiré Bouteille
Pour les articles homonymes, voir Bouteille (homonymie).
Désiré Bouteille est un journaliste et homme politique français, né le 8 novembre 1880 à Auchy-la-Montagne (Oise) et mort le 22 juillet 1940 à Vichy (Allier).

## Biographie
Directeur du Journal de Clermont en 1905, puis de La Démocratie de l'Oise, il se présente en vain aux élections législatives de 1914, avant d'être mobilisé pendant toute la durée de la Première Guerre mondiale.
De retour du front, il se présente sur la liste de droite aux élections législatives de 1919 dans l'Oise et est élu, et réélu en 1924 et 1928. Il siège  au groupe de l'Entente républicaine démocratique, rebaptisé Union républicaine démocratique à partir de 1924.
Pendant toute la durée de ses trois mandats successifs, il intervient fréquemment, sur des sujets divers, mais rarement de toute première importance. Il se fera remarquer par un nationalisme anti-allemand assez vif.
En 1932, il est battu par le radical Armand Dupuis et se retire de la vie politique pour se consacrer à son travail de journaliste.

## Sources
- « Désiré Bouteille », dans le Dictionnaire des parlementaires français (1889-1940), sous la direction de Jean Jolly, PUF, 1960 [détail de l’édition]